# ジャヤ・シンハヴァルマン4世
ジャヤ・シンハヴァルマン4世（Jaya Siṃhavarman IV、生没年不詳）は、チャンパ王国（占城国）の14世紀の国王（在位：1307年 - ?）。制至とも書かれる。大越陳朝英宗皇帝の義理の甥にあたる。当時のチャンパはヒンズーからイスラームへの移行期にあり、夫の死後に寡婦を強制的に死させる（夫の火葬の際に一緒に焼き殺す）ヒンズーの風習はイスラーム的人道主義の観点からすでにすたれてたと考えられるが、制旻に妹を嫁がせていた英宗は、制旻死後に妹が焼き殺されることを恐れ、チャンパ派遣し妹を大越の都連れ、制至は大越陳朝との関係悪化後は中国元朝との関係改善を模索し、捕囚後も王爵を与えられ、貴族扱いされたのは、英宗の義理の甥であり、また義母の玄珍公主のとりなしがあったからと考えられる。